# Duccio Bonavia
Duccio Bonavia Berber (Spalato, Dalmacia, 27 de marzo de 1935 - Magdalena de Cao, Perú, 4 de agosto de 2012) fue un arqueólogo italoperuano que realizó investigaciones en diversos yacimientos arqueológicos de la costa, sierra y selva peruanas, e hizo fundamentales contribuciones sobre el origen del maíz, la domesticación de los camélidos y el desarrollo de las grandes civilizaciones andinas.

## Biografía
Fue hijo de Aurelio Bonavia y Neda Berber, radicados en Spalato, ciudad de la costa dálmata que de 1941 a 1943 estuvo bajo poder de Italia. Inició estudios escolares en su ciudad natal y los prosiguió en Bassano del Grappa, Possagno y Treviso. A los catorce años de edad se trasladó con su familia al Perú, donde completó y revalidó sus estudios secundarios (1950-1951).
Inició sus estudios superiores en la Escuela Nacional de Ingenieros (1952-1954). Luego ingresó a la Facultad de Letras de la Universidad Nacional Mayor de San Marcos (1956-1961), donde se graduó de bachiller en Humanidades con las tesis «Sobre el estilo teatino (1960), y de doctor en Etnología y Arqueología con la tesis «Seis sitios de ocupación de la parte inferior del valle del río Lurín» (1961). Inmediatamente realizó estudios de postgrado en Roma, en donde siguió un curso sobre «Nuevas Técnicas en la exploración arqueológica».  Se nacionalizó peruano en 1965. Entre 1967 y 1968 hizo estudios de postgrado en el laboratorio de Prehistoria de la Universidad de Burdeos, Francia. 
En el campo de la docencia universitaria empezó como asistente de la cátedra regentada por Luis E. Valcárcel (1960). Pasó a ser jefe de investigaciones arqueológicas de la Facultad de Letras (1962) y profesor de Arqueología de la Universidad Nacional de San Cristóbal de Huamanga (1963-1964). Luego retornó a San Marcos como profesor de la misma especialidad (1964-1973). Fue también profesor e investigador de la Universidad Peruana Cayetano Heredia; profesor honorario de la Universidad Nacional de Trujillo (1994); y profesor honorario de la Universidad Ricardo Palma de Lima (2005). En el 2006 fue honrado con el título de doctor honoris causa por la Universidad Nacional de Trujillo y en el 2011 el consejo directivo de la Academia Nacional de Ciencias aprobó su incorporación como académico titular.
Fue subdirector del Museo Nacional de Antropología y Arqueología (1969-1973). En 1972 asumió el cargo de director técnico de conservación del patrimonio monumental y cultural del Instituto Nacional de Cultura. 
Alternó la docencia universitaria con investigaciones arqueológicas en los valles de Huarmey, Lima y Nepeña, así como en la ceja de selva del departamento de Ayacucho. Fue el primero en excavar en las ruinas del Abiseo o Yaro, llamadas también el Gran Pajatén. En Huarmey realizó excavaciones y estudios sistemáticos de 1960 a 1979, especialmente en el yacimiento de Los Gavilanes. Además, trabajó en los valles de Chancay y Jequetepeque, y en el pueblo de Chira. Cooperó también en proyectos de excavaciones realizados por la Universidad de Burdeos en Dordogne, Francia (1967-1968). 
Posteriormente, realizó estudios en Otuma Pozo Santo (1983) y en el monte Pariacaca (1983). Su último trabajo se concentró en el Proyecto Huaca Prieta (monumento que forma parte del Complejo arqueológico El Brujo), en codirección con Tom Dillehay, de la Universidad de Vanderbilt. Se hallaba realizando el análisis de materiales arqueológicos excavados, cuando murió víctima de un infarto en la localidad de Magdalena de Cao, provincia de Ascope, departamento de La Libertad.
Ha sido miembro de número de la Academia Peruana de la Historia y de la Sociedad Peruana de Historia, miembro honorario de la Academia Ernica, miembro de la Society for American Archaeology, de la Société des Américanistes de París, de la Société Suisse des Américanistes, y de la Société Préhistorique Francaise.
La entrevista realizada por el Profesor Ramiro Castro de la Mata en 1994 resume su vida en sus propias palabras.

## Principales aportes
- Realizó los primeros estudios científicos sobre las pinturas murales prehispánicas. Señaló la diferencia entre paredes pintadas de uno o varios colores y los murales con diseños o motivos representando escenas diversas. Hace notar que todas las manifestaciones artísticas de esa naturaleza se han encontrado en la faja costera norte y central, con la excepción de dos o tres ejemplares de la época incaica hallados en el límite de la costa central y sur.
- El descubrimiento de abundantes muestras de maíz de hace 4.000 años en Los Gavilanes, estación precerámica ubicada en la ribera derecha del Río Huarmey, lo llevó a reformular las teorías del origen de dicho cultivo en el Perú. En colaboración con Alexander Grobman, sostuvo la posibilidad de la existencia de un foco independiente de domesticación del maíz en los Andes Centrales del Perú, distinto del foco mesoamericano (México y Centroamérica).
- En lo que respecta a las domesticación de los camélidos, sostuvo la posibilidad de que estos animales fueran originarios de las zonas bajas y no de las alturas, hacia adonde habrían emigrado. Se basó en los restos de camélidos que halló en la costa central norte, de hace 4.000 a. C.

## Publicaciones
- Una pintura mural de Pañamarca, valle de Nepeña (1959).
- Investigaciones en la ceja de selva de Ayacucho (1964).
- Sitios arqueológicos del Perú (1966), primera parte.
- Investigaciones arqueológicas en el Mantaro Medio (1967-1968).
- Las ruinas del Abiseo (1968)
- Arqueología peruana: precursores (Lima, Casa de la Cultura del Perú, 1970, en colaboración con Rogger Ravines), selección de artículos escritos por pioneros de la arqueología en el Perú, comentados y anotados.
- El precerámico andino: evaluación y problemas (1972).
- Ricchata quellccani; pinturas murales prehispánicas (1974), estudios sobre las pinturas murales prehispánicas.
- Maíz precerámico de la costa central norte del Perú (1978, con Alexander Grobman).
- Los Gavilanes. Mar, desierto y oasis en la historia del hombre (1982), sobre las investigaciones que efectuó en el valle de Huarmey, las mismas que esclarecieron la vida de los hombres en esa región, que se remonta a diez mil años.
- Mural Painting in Ancient Peru (1985).
- Perú: hombre e historia. De los orígenes al siglo XV (Lima, Edubanco, 1991).
- Enseñanza de la arqueología en el Perú (1992, con Ramiro Matos Mendieta).
- Los camélidos sudamericanos. Una introducción a su estudio (1996).
- El arte rupestre del antiguo Perú (1999, con Jean Guffroy).
- El maíz: su origen, su domesticación y el rol que ha cumplido en el desarrollo de la cultura (2008).

Es, además, autor de más de unos 500 artículos y ensayos publicados en revistas especializadas.